# Horst Friedrich Mayer
Horst Friedrich Mayer „HFM“ (* 28. November 1936 in Wien; † 23. Mai 2003 ebenda) war ein österreichischer Historiker, Journalist und Fernsehmoderator beim Österreichischen Rundfunk. Er war als „Mr. Zeit im Bild“ bekannt.

## Leben
Mayer studierte nach der Matura 1954 am Realgymnasium Albertgasse im 8. Wiener Gemeindebezirk (Josefstadt) zunächst Rechtswissenschaften (Jus) an der Universität Wien. Nach Ablegung der rechtshistorischen Staatsprüfung studierte er Neuere und Alte Geschichte. 1962 wurde er mit einer Dissertation über Die k.u.k. Kriegsmarine 1912–1914 unter dem Kommando von Admiral Anton Haus zum Dr. phil. promoviert.
Von 1962 an arbeitete er als Journalist: Zuerst bei der Österreich-Ausgabe der deutschen Programmzeitschrift Hörzu, im gleichen Jahr noch wechselte er zur Wochenzeitung Die Furche. 1967 war er deren stellvertretender Chefredakteur. Danach war er Chefredakteur der Salzburger Volkszeitung. 1970 wurde er Fachredakteur und Reporter in der Abteilung Aktueller Dienst des Hörfunks des ORF. 1972 wechselte er zum Fernsehen. Dort wurde er 1974 leitender Redakteur bzw. Ressortchef für Außenpolitik, 1980 stellvertretender Chefredakteur und 1986 schließlich Chefredakteur des Aktuellen Dienstes beim Fernsehen des ORF und gleichzeitig Chefmoderator der Zeit im Bild.
Mehr als zwei Jahrzehnte moderierte Mayer (ab 1995 mit Danielle Spera) die tägliche Hauptnachrichtensendung Zeit im Bild 1 um 19.30 Uhr. Seine letzte Zeit im Bild moderierte er am Silvesterabend 1997. Außerdem moderierte er etliche Ausgaben des Club2 und war Chefkommentator des Wiener Opernballs im ORF. Danach war er mehrere Jahre als Moderator der ORF-Sendungen Leib und Seele und Heimat aktiv. 2001 trat er in Pension.
Ab 2000 war er journalistischer Leiter der Katholischen Medien Akademie (KMA) in Wien. Außerdem veröffentlichte er mehrere Sachbücher zur Marinegeschichte und zur Geschichte der k.u.k. Monarchie sowie zur Medienpädagogik.
Mayer war verheiratet und Vater von drei Kindern u. a. dem Schauspieler Max Mayer (* 1974); er lebte in Brunn am Gebirge und Grundlsee.
Horst Friedrich Mayer starb im Mai 2003 im Alter von 66 Jahren nach längerer schwerer Krankheit. Sein Grab befindet sich auf dem Friedhof Brunn am Gebirge, Niederösterreich.

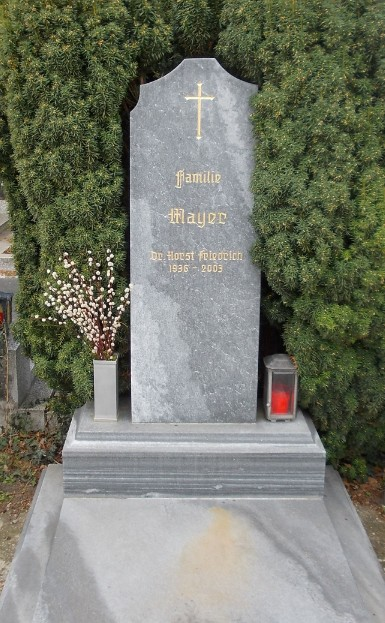
Grabstätte von Horst Friedrich Mayer

## Auszeichnungen
- Großes Goldene Ehrenzeichen des Landes Steiermark (für Verdienste als Chefredakteur beim ORF)
- Jordanischer Unabhängigkeitsorden
- 1976: Fernsehpreis Goldene Kamera
- 1980: Leopold Kunschak Pressepreis
- 1995: Staatspreis für publizistische Leistungen im Interesse der Geistigen Landesverteidigung
- 1996: Fernsehpreis Romy (als populärster Nachrichtenmoderator)
- 1998: Berufstitel Professor
- 2000: Großes Ehrenzeichen für Verdienste um die Republik Österreich

## Publikationen

### Marine
Gemeinsam mit Dieter Winkler verfasste er mehrere Bücher über die Kriegsmarine und Handelsschifffahrt Österreichs.
- Als die Adria österreichisch war. Österreich-Ungarns Seemacht. (Wien:) Edition S, (Österr. Staatsdruckerei 1986). ISBN 3-7046-0054-7
- Der Flottenhai. Heitere Anekdoten aus dem altösterr. Seemannsleben. (Wien:) Edition S. (Österr. Staatsdruckerei 1986). ISBN 3-7046-0050-4
- In allen Häfen war Österreich. Die Österr.-Ungar. Handelsmarine. – (Wien:) Edition S. (Verl. d. Österr. Staatsdruckerei 1987). ISBN 3-7046-0079-2
- Auf Donauwellen durch Österreich-Ungarn. Regensburg, Passau, Wien, Budapest, Schwarzes Meer. – (Wien:) Edition S, (Verl. d. Österr. Staatsdruckerei 1989). ISBN 3-7046-0141-1
- Flipp, der Flottillenhund. Neue Anekdoten aus dem alten Österreich. (Wien:) Edition S, (Verl. d. Österr. Staatsdruckerei 1989). ISBN 3-7046-0134-9
- Als Österreich die Welt entdeckte. Expeditionen u. Missionen d. Kriegsmarine. – (Wien): Edition S, (Verl. d. Österr. Staatsdruckerei 1991). ISBN 3-7046-0181-0
- Als die Alpen schiffbar wurden. Geschichte der österreichischen Binnensee-Schiffahrt. Österreichische Staatsdruckerei, Wien 1992, ISBN 3-7046-0275-2
- Mit Bahn und Schiff auf den Spuren der Habsburger. Wien 1995, Verl. Österreich. ISBN 3-7046-0450-X
- Als die Schiffe tauchen lernten. – (Wien): Edition S, (Verl. d. Österr. Staatsdruckerei 1997) ISBN 3-7046-1091-7
- Rot-weiß-rote Weltreisen. Expeditionen der k. k. Marine. Wien 1998, Holzhausen. ISBN 3-900518-90-4

### Sonstige Sachbücher
- als Herausgeber: Die Entenmacher – wenn Medien in die Falle tappen. Wien 1998, Deuticke. ISBN 3-216-30376-4.
- mit Gerhard Vogl und Gustav Peichl: Sisi-Kult und Kreisky-Mythos – ein österreichisches Jahrhundert in Anekdoten. Wien 1998, Kremayr & Scheriau ISBN 3-218-00650-3.
- Lexikon der populären Irrtümer Österreichs – über 250 kapitale Missverständnisse, Vorurteile und Denkfehler. Wien 2001, Deuticke. ISBN 3-216-30579-1.
- Geflügelte Worte aus Österreich – über 1000 populäre Zitate und ihre genaue Herkunft. Wien 2001, Deuticke. ISBN 3-216-30613-5.
- Das neue Lexikon der populären Irrtümer Österreichs – weitere Missverständnisse, Vorurteile und Denkfehler. Wien 2002, Deuticke. ISBN 3-216-30652-6.